# Multitactil
Sistemele multitactile (sau multitouch, anglicism cu același sens de "atingere multiplă") este o tehnologie care permite o suprafață (un touchpad sau un ecran touchscreen) pentru a recunoaște prezența a mai mult de un punct de contact cu suprafața în același timp. În loc de tastatură, mouse sau atingerea ecranului tactil cu un singur deget, sistemele multitactile sunt capabile de o interacțiune mai naturală (dar mai dificil de interpretat).
Aceste sisteme pot fi controlate prin atingere cu toată palma sau cu mai multe degete simultan, chiar și de către mai mulți utilizatori în aceași timp. Interacțiunea se mai realizează și prin gesturi cu mâna, brațele sau cu tot corpul. Înlocuind monitoarele clasice, sistemele multitactile plate se pot instala pe pereți, pe podea sau în vitrinele din malluri sau ale magazinelor de prezentare.

Sistemele multitactile fac parte din lumea virtuală, o lume ilustrată de exemplu de către regizorul Steven Spielberg în filmul Minority Report.
Originile sistemele multitactile au început la CERN, MIT, Universitatea din Toronto, Universitatea Carnegie Mellon și Bell Labs în anii 1970.

## Istoria sistemelor multitactile
În ciuda faptului că  sistemele multitactile au intrat în percepția publică odată cu apariția telefonului inteligent Apple iPhone în 2007, această tehnologie a apărut încă din 1972. Dezvoltarea pieței multi-touch are o dinamică  excepțională, estimările pieții pentru 2015  ajungând la 9 miliarde de dolari Arhivat în 27 mai 2009, la Wayback Machine..

Pentru istoria completă a sistemelor multitactile v. articolul despre Bill Buxton, pionierul tehnologiei.

## Categorii de sisteme multitactile
Sistemele multitactile pot fi categorisite după tehnologia folosită precum și după modul sau natura mediului de folosință. Calculatoarele de uz personal și pentru IMM-uri sunt bazate mai ales pe ecrane LCD, iar cele comerciale pe tehnologia infra  și proiectoare industriale. Prima categorie este de uz personal și de birou, iar sistemele comerciale sunt folosite la expoziții, prezentări, advertising și branding, panouri complexe de comandă, chioscuri informaționale.
Aplicațiile destinate sistemelor pentru acasă și IMM sunt extensii ale sistemelor de operare – aplicații multimedia, jocuri, utilitare capabile de interacținui complexe gen multi-touch.

### Sisteme multitactile pentru uz personal și IMM
Această categorie de sisteme multitactile este o continuare naturală a calculatoarelor și gadgeturilor, ele fiind produse IT obișnuite - telefoane mobile, laptopuri, desktopuri, console multimedia etc. - înzestrate cu tehnologie multitactilă. Echipate cu ecrane LCD, dimensiunile lor sunt reduse comparativ cu sistemele profesionale care se pot întinde practic pe orice suprafețe.
Producători deja bine cunoscuți: Apple, Microsoft, Google, HP, Sony și Asus. Giganții industriei IT și Telecomunicații deja au investit masiv în această tehnologie.

#### Apple
Apple este pionierul tehnologiei multitactilă pe segmentul personal/IMM. Folosind avantajul primului intrat pe piață își extinde succesul obținut cu linia iPod și iPhone și pe desktop. Viitoarele desktopuri, laptopuri și netbook-uri vor oferi interactivitate multitactilă și vor migra în direcția tabletă PC sau Table Top.

#### Microsoft
După succesul lui Apple, Microsoft va oferi toată gama de produse și servicii multitactile: Microsoft Surface - un PC tabletă de calitate, Windows 7 - primul sistem de operare cu capacități multitactile, noul Zune. Probabil că în viitor toate produsele Microsoft vor folosi acestă nouă tehnologie.

#### HP, Asus, Dell, Fujitsu, HTC, Google Android, Lenovo, Nintendo Wii, Nokia, Acer, Palm, Sony Vaio, 3M
Lista producătorilor de mai sus prevestește un viitor apropiat când toate echipamentele digitale (dar chiar și multe altele, ca de ex. frigiderele) vor oferi o interfață multitactilă. În jurul anului 2005-2006 actorii de pe piața sistemelor multitactile proveneau din sfera academică și non-profit / open source. În 2009 mulți dintre pionierii acestei tehnologii au devenit departamentul multitactil al unor mărci arhicunoscute.

### Sisteme multitactile comerciale și profesionale
Conform așteptărilor sistemele comerciale sunt acele care au fost văzute mai întâi numai în scenele hollywoodiene de sci-fi: pereți transparenți cu informații 3D rotite cu mâinile și comandate cu vocea; încăperi, clădiri, panouri publicitare, obiecte obișnuite care se transformă în reclame personalizate, spații care iși schimba forma și textura după dispoziția oamenilor prezenți, elemente audio, video, multimedia in combinații neașteptate.
Sistemele multitactile comerciale folosesc tehnologii care detectează nu numai gesturile degetelor unui singur utilizator. Ele pot fi controlate cu tot corpul de către mai multe persoane, sau chiar de către diferite obiecte. Se întind pe orice suprafață de la vitrine transparente pe clădiri, pereți interiori, pe podea și barul din club.
La ora actuală (2012) aceste sisteme sunt cele mai avansate în interacțiunea cu informații complexe, sofisticate. Sunt conectabile la rețele de distribuire automată a informațiilor pentru aprovizonarea simultană a mai multor locații și puncte de interactiune.

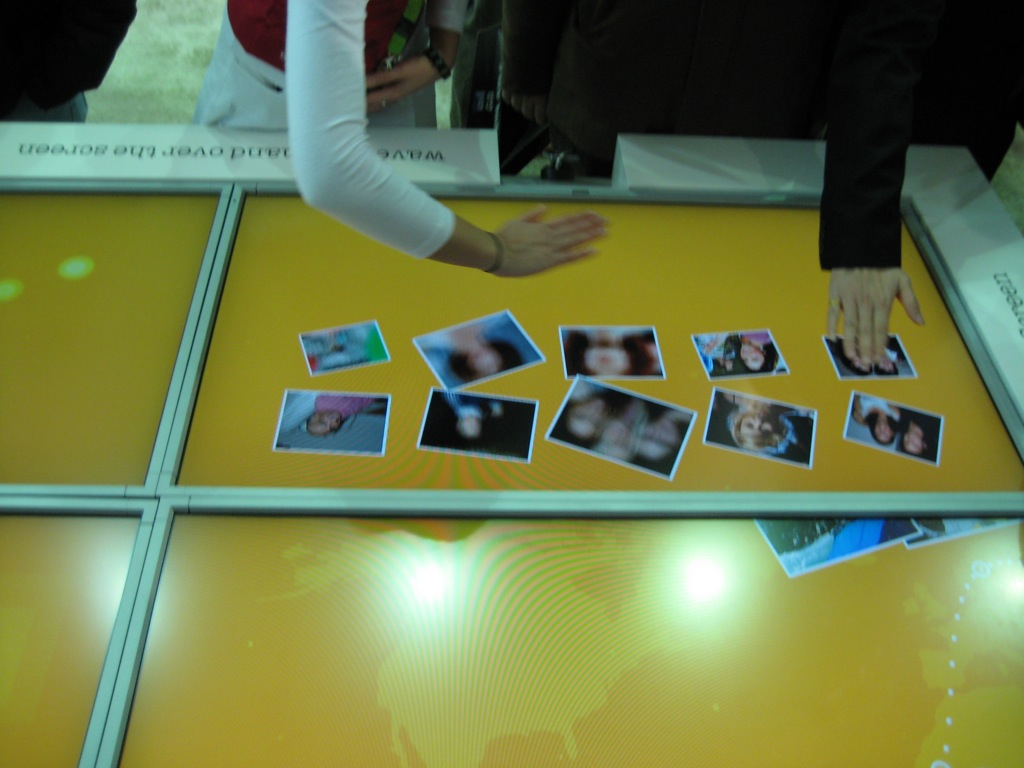
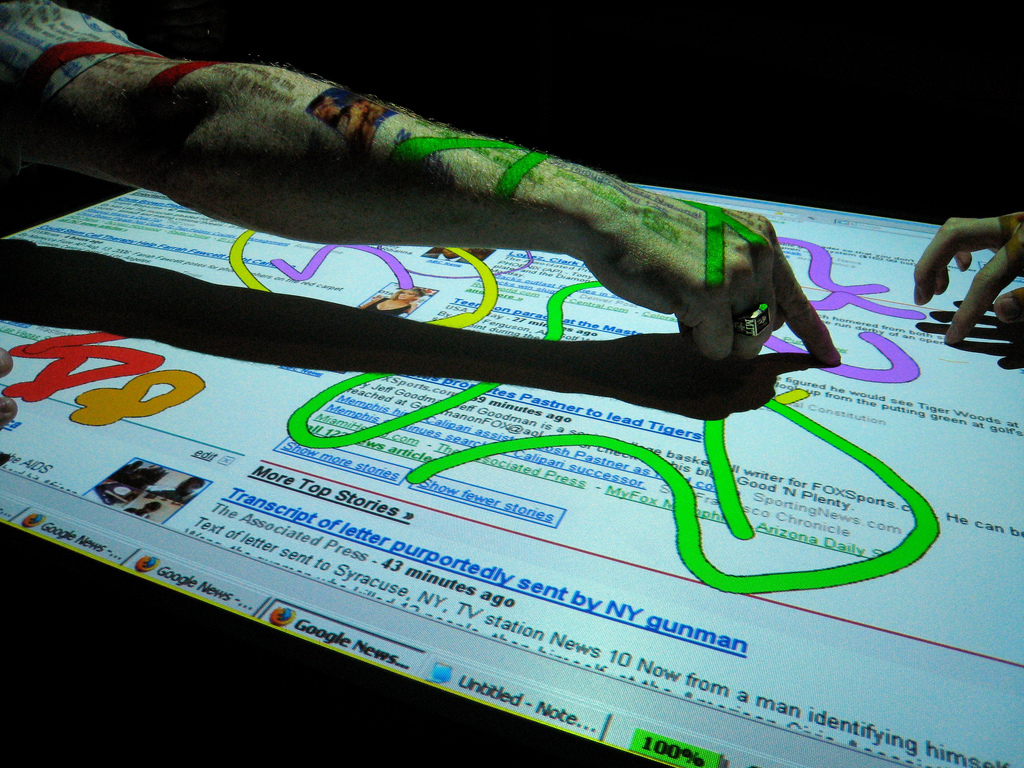
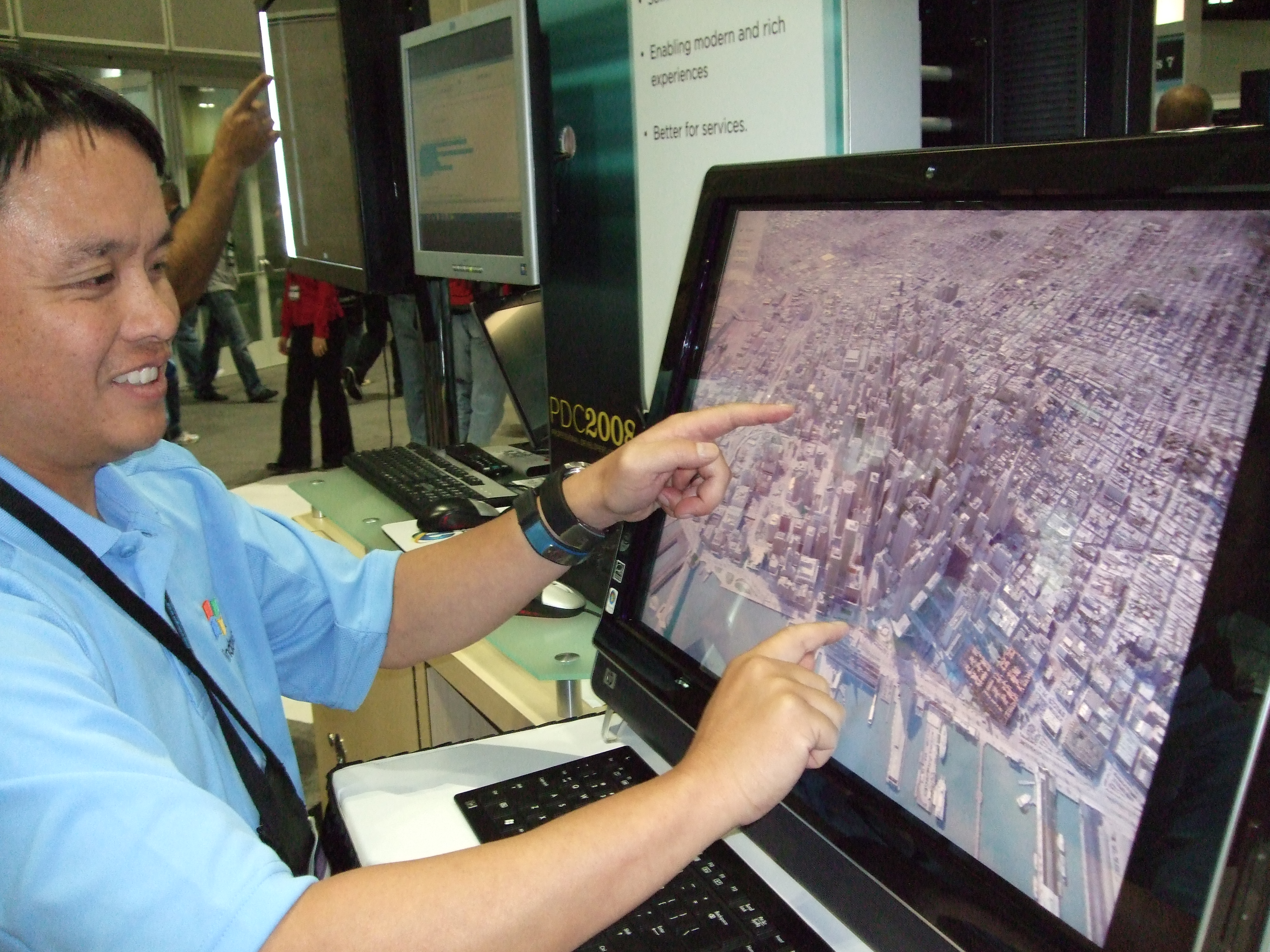
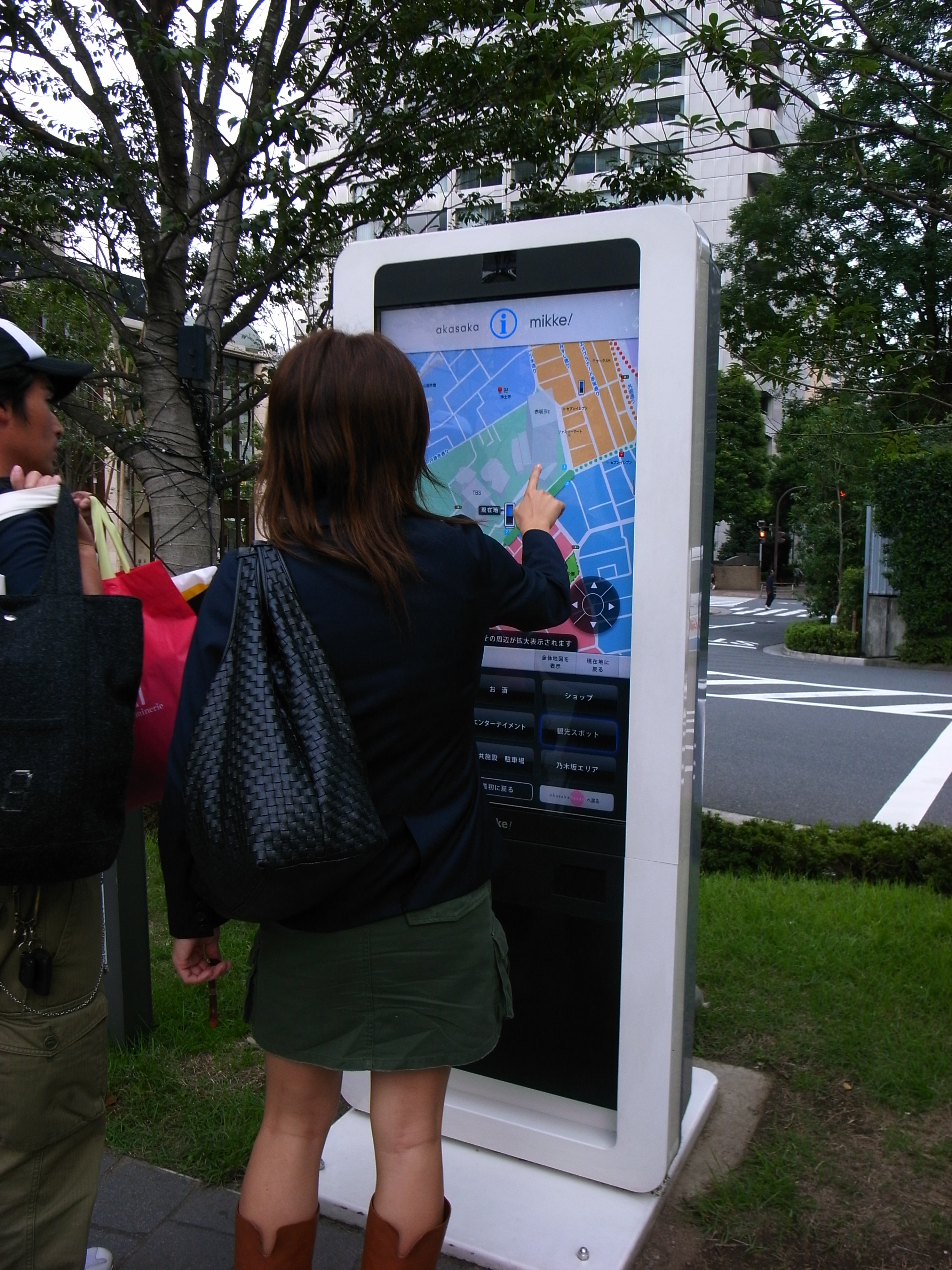

## Vezi și
- Periferic